# Maison-musée Samed Vurgun
La maison-musée Samed Vurgun est consacrée à ce poète, dramaturge, scientifique, personnage public azerbaïdjanais, deux fois lauréat du prix d'État de (1906-1956). 
Il est le premier musée commémoratif créé en Azerbaïdjan pour perpétuer la mémoire des écrivains et des compositeurs. Le musée est subordonné au Ministère de la Culture d'Azerbaïdjan et l'Association azerbaïdjanaise du tourisme.

## Histoire
La maison-musée Samad-Vurgun est ouverte en octobre 1975 à l'initiative du premier secrétaire du Comité central du Parti communiste RSS d'Azerbaïdjan, Heydar Aliyev, conformément à une décision du gouvernement en 1974. En 1976, dans le village de Yukhary Salakhly ouvre une antenne du musée « Maison de la poésie de Samed Vurgun ».
En 2004, le Président Ilham Aliyev donne des instructions sur la refonte et la reconstruction de la Maison de la poésie. Le 9 février 2011, la « Maison de la poésie » de Samed Vurgun est reconstruite dans la ville de Gazakh.
Le 13 décembre 2011, le Président Ilham Aliyev signe un décret sur la rénovation de la maison-musée du poète du peuple Samad Vurgun.

## Expositions
La maison-musée est située dans un bâtiment construit en 1896. La maison-musée de Samed Vurgun comprend 6 salles, dont certaines sont de nature commémorative.

## Activités
La portée du musée est large. Parallèlement aux visites de masse, deux fois par an, les 21 mars et 27 mai, sont organisées les journées en hommage au poète. Il est également devenu traditionnel ici d'organiser des rassemblements consacrés aux événements littéraires, aux anniversaires des amis du poète et aux jours historiques.

## Description
Le musée est situé dans un appartement de six pièces au troisième étage d'un immeuble du XIXe siècle. Samed Vurgun a vécu dans cet appartement pendant les deux dernières années de sa vie, engagé dans ses activités.
Au cours de la période écoulée, le fonds du musée a été agrandi, de nouvelles unités d'exposition ont été créées, des recherches sur la vie et l'activité du poète ont été menées. La collecte est la base de l'activité du musée. Ces travaux sont menés sur une base planifiée ainsi que sur différents sujets. En conséquence, les objets commémoratifs du Vurgun, les photographies originales, les peintures, les manuscrits, les travaux de recherche, les cadeaux, les magazines des années passées, etc., ont élargi le fonds du musée. À l'heure actuelle, le nombre total d'expositions dépasse 16 000.
Au bureau du poète tout est simple, tout est ordinaire. Table à écrire, chaises, placards avec livres. À la table d'écriture, les derniers manuscrits du poète, des cigarettes qu'il n'a pas pu dessiner de sa vie, une photo prise par sa femme et ses enfants, et une écharpe violette dans un petit panier ont été dépeints comme les roses violettes les plus aimées du poète. Vagif, Farhad et Chirin, Humain, Aygun et bien d'autres œuvres d'art, articles, discours se sont autrefois réalisés derrière cette table d'écriture.
La chambre d'hôtes du poète est préservée telle quelle dans sa santé. Samed Vurghun était un poète, mais aussi un homme ouvert d'esprit, un hôte hospitalier. Cette maison d'hôtes était souvent visitée par les amis des poètes - écrivains, compositeurs, artistes, ouvriers ruraux et fans de son talent.
Le fondateur de l'opéra national d'Azerbaïdjan, Üzeyir Hacıbəyov et Gara Garayev, Fikrat Amirov, Saïd Rustamov, également d'autres compositeurs, ont interprété leurs œuvres ici.